# Hansruedi Widmer
Hansruedi Widmer (* 4. April 1944 in Basel) ist ein ehemaliger Schweizer Eisschnellläufer.

## Werdegang
Widmer, der für den ISC Davos startete, nahm von 1962 bis 1988 an nationalen Rennen teil und wurde dabei fünfmal Schweizer Meister im Sprint-Mehrkampf (1971, 1973–1976) sowie einmal im Grossen Vierkampf (1967). International trat er erstmals bei der Mehrkampfweltmeisterschaft 1967 in Oslo in Erscheinung, wobei er den 30. Platz im Grossen Vierkampf errang. Bei seiner einzigen Teilnahme an Olympischen Winterspielen im Februar 1968 in Grenoble belegte er den 47. Platz über 1500 m und den 44. Rang über 500 m. In den folgenden Jahren lief er bei der Mehrkampfeuropameisterschaft 1970 in Innsbruck auf den 27. Platz und bei der Mehrkampfeuropameisterschaft 1972 in Davos auf den 28. Rang im Grossen Vierkampf. Letztmals bei einer Weltmeisterschaft startete er im Jahr 1973 bei der  Sprintweltmeisterschaft in Oslo, wobei er den 32. Platz errang.

## Erfolge

### Olympische Spiele
- 1968 Grenoble: 44. Platz 500 m, 47. Platz 1500 m

### Mehrkampf-Weltmeisterschaften
- 1967 Oslo: 30. Platz Grosser Vierkampf

### Sprint-Weltmeisterschaften
- 1973 Oslo: 32. Platz Sprint-Mehrkampf

### Mehrkampf-Europameisterschaften
- 1970 Innsbruck: 27. Platz Grosser Vierkampf
- 1972 Davos: 28. Platz Grosser Vierkampf

## Persönliche Bestzeiten
| Disziplin | Zeit        | Datum            | Ort                  |
| --------- | ----------- | ---------------- | -------------------- |
| 500 m     | 40,4 s      | 13. Januar 1973  | Davos                |
| 1000 m    | 1:22,9 min  | 13. Januar 1973  | Davos                |
| 1500 m    | 2:10,05 min | 12. Januar 1974  | Davos                |
| 3000 m    | 4:40,1 min  | 19. Februar 1976 | Basel                |
| 5000 m    | 8:00,2 min  | 1. Februar 1969  | Davos                |
| 10000 m   | 16:46,5 min | 11. Januar 1969  | Madonna di Campiglio |